# Konecchlumí (tvrz)
Konecchlumí je tvrz přestavěná na sýpku ve stejnojmenné vesnici v okrese Jičín v Královéhradeckém kraji. Od čtrnáctého do šestnáctého století sloužila jako vrchnostenské sídlo menšího šlechtického panství a po ztrátě rezidenční funkce byla obytná budova přestavěna na sýpku, která je chráněna jako kulturní památka.

## Historie
Není jisté, kdy byla konecchlumská tvrz založena, ale dochované vrcholně středověké zdivo pochází ze čtrnáctého až patnáctého století. Na začátku čtrnáctého století byl majitelem vsi Léva z Konecchlumí, který žil ještě roku 1318, kdy byli ve vsi spolu s ním připomínáni zemané Načerat, Pakoslav a Heřman z Konecchlumí. Roku 1355 vykonávali patronátní právo ke kostelu svatého Petra a Pavla Jan z Verdeka a ze Žlunic, Jošt a vdova Marta. Jan zemřel někdy v letech 1376–1378 a vesnici po něm držela vdova Kuna se synem Mikulášem.
Roku 1397 část vsi vlastnil Petr Šilhéř z Konecchlumí a druhý díl patřil Hynkovi. Dalším majitelem vsi byl roku 1432 Štěch z Konecchlumí a roku 1476 byl zmíněni Aleš a Jan Vlk z Konecchlumí, kterým patřily také vsi Tošov a Skršice. První písemná zmínka o tvrzi je z roku 1511, kdy Jindřich z Konecchlumí prodal tvrz s dvorem, vesnicí, podacím právem ke kostelu a loukami na Chomucku za 500 kop grošů Janu Kapříkovi z Lesonic. Jan Kapřík zemřel před rokem 1523 a statek z jeho synů zdědili Aleš a Zikmund z Lesonic. Bratři mezi sebou neměli dobré vztahy, ale celou vesnici nakonec získal Zikmund, který ji v roce 1537 prodal za 1250 kop grošů Martě z Kokovic. Její synové Jindřich a Jiří Vojičtí z Nové Vsi zastavili Konecchlumí v letech 1543–1545 Janovi staršímu z Hodějova. Roku 1560 pak celý statek prodali Barboře z Kolomut za 1200 kop grošů. Poslední zmínka o tvrzi je z roku 1586, kdy už nesloužila jako vrchnostenské sídlo. Včetně dvora byla využívána jen k hospodářským účelům. Někdy v době raného baroka byla obytná budova tvrze přestavěna na sýpku a později proběhla ještě klasicistní úprava. Přibližně v roce 2010 byly ze sýpky odstraněny stropy a ostatní budovy ve dvoře byly zbořeny v roce 2013.

## Stavební podoba
Sýpka má obdélný půdorys a nízkou sedlovou střechu pokrytou eternitem. Obklopují ji novodobé přístavky s pultovými střechami. Na jižní straně budovy se dochoval hrotitý portál. Stěny budovy jsou členěné ležatými sýpkovými okny s lištou.